# Máta
Máta (Mentha) je rod aromatických bylin mokrých nebo vlhkých míst s typickými chlupatými čtyřhrannými lodyhami s klasnatými květenstvími. Rod je v čeledi hluchavkovitých řazen do podčeledi Nepetoideae.

## Rozšíření
Je rozšířena v Eurasii, na severozápadě Afriky, v obou Amerikách, v Austrálii i na Novém Zélandu, a to mimo tropické oblasti.

## Popis
Je to vytrvalá rostlina s hranatými lodyhami o výšce 0,2 až 1,2 m, které vyrůstají z podzemních či nadzemních plazivých oddenků s převážně chlupatými výběžky. Lodyha, lysá s drobnými papilami nebo častěji porostlá jednoduchými či větvenými chlupy, bývá přímá nebo od báze vystoupavá, převážně rozvětvená a pravidelně olistěná vstřícně vyrůstajícími křižmostojnými listy z obou stran převážně chlupatými. Listy bez palistů jsou přisedlé nebo na krátkých řapících, jejich kopinaté až vejčité čepele jsou celistvé a po obvodu drobně zubaté, někdy jsou kučeravé. Listeny mívají tvar i velikost lodyžních listů nebo jsou mnohem menší, nenápadné, čárkovité či kopinaté. Buňky lodyh i listů máty jsou prosyceny esenciálními oleji, (hlavně mentolem), které po rozemnutí výrazně voní. Silice jsou uloženy v buňkách obvykle na koncích žláznatých trichomů nebo v drobných papilách.
Drobné přisedlé nebo stopkaté tetracyklické květy jsou agregovány do více či méně hustých lichoklasů, které mohou být prodloužené nebo silně zkrácené. Často vyrůstají v horní části lodyhy v paždí listů v oddálených nebo hlávkovitě nakupených lichopřeslenech. Oboupohlavné (nebo řídce jen samičí) květy mívají převážně pravidelný, trubkovitý nebo zvonkovitý kalich dělený do pěti trojúhelníkovitých cípů, jeho trubka s 10 až 13 žilkami je obvykle v ústi holá a po povrchu roztroušeně chlupatá. Srostlolupenná trubkovitá koruna je tvořena čtyřmi plátky (dva horní jsou srostlé v jeden), mívá nejčastěji barvu fialovou až růžovou (ojediněle i bílou) a její trubka se ke konci zužuje. Z koruny vystupují čtyři prašníky na dlouhých tyčinkách. Dvoupouzdrý, lysý, svrchní semeník tvořený dvěma plodolisty je rozdělen nepravou přihrádkou na čtyři oddíly obsahující po jednom vajíčku, z prohlubně v jeho horní části vyrůstá čnělka s bliznou se dvěma nestejně dlouhými rameny. Opyluje je létající hmyz, který v květech hledá nektar.
Plodem jsou tmavé tvrdky vejčitého nebo elipsoidního tvaru, hladké nebo s drsným síťkovitým povrchem, které obsahují po 1 až 4 semenech bez endospermu.

## Rozmnožování
Ve volné přírodě se máta množí pohlavně (semeny), ale častěji nepohlavně (vegetativně), přičemž obvykle vytváří na stanovištích polykormony. Při pěstování v zahradnických podnicích se množí pouze vegetativně, při množení ze semene nejsou v důsledku možné hybridizace zaručeny vlastnosti nových rostlin. Vegetativně se může rozmnožovat podzemními oddenky a jejích výběžky nebo nadzemními šlahouny, další možností je řízkování vrcholovými řízky.

## Význam
Rostliny rodu máta obsahují hlavně silice, třísloviny, flavonoidy a fenoly. Jsou považovány za rostliny léčivé, kořeninové i aromatické. Mají prospěšné účinky na lidský organismus (hlavně mentol) a používají se k léčebným kúrám i pro výrobu mastí. Pro příjemné a osvěžující aroma se užívají hlavně v syrovém stavu jako ochucovadla do salátů, omáček i želé. Vydestilované aromatické složky slouží pro výrobu vonných látek používaných v kosmetice a potravinářství.

## Léčitelství
Máta se používá k léčbě revmatismu, žlučníkových kamenů, při bolestech nervů, nevolnostech, a průjmech; též by měla být nápomocna při zvonění v uších.[zdroj?] Máta by se však neměla užívat během těhotenství.

## Taxonomie
Jednotlivé druhy rodu máta se vyznačují nápadnou morfologickou proměnlivostí, která je příčinou nejasností při popisování jednotlivých taxonů. Mezi odborníky v taxonomii nevládne shoda, je rozeznáváno mezi 20 až 30 druhy. Dále se jednotlivé druhy kříží a vzniká hodně hybridů mnohdy podobných některému rodiči; hybridy se rozmnožují převážně vegetativně.
V přírodě České republiky vyrůstají, mimo rostliny ojediněle pěstované v zahradách, tyto druhy:
- máta dlouholistá (Mentha longifolia) (L.) Huds.
- máta klasnatá (Mentha spicata) L.
- máta rolní (Mentha arvensis) L.
- máta vodní (Mentha aquatica) L.
- máta vonná (Mentha suaveolens) Ehrh.
- polej obecná (Pulegium vulgare) Mill.

a tyto hybridy:
- máta dalmatská (Mentha ×dalmatica) Tausch (M. arvensis × M. longifolia)
- máta hebká (Mentha ×niliaca) Juss. ex Jacq. (M. longifolia × M. suaveolens)
- máta huňatá (Mentha ×rotundifolia) (L.) Huds. (M. spicata × M. suaveolens)
- máta jemná (Mentha ×gracilis) Sole (M. arvensis × M. spicata)
- máta křovištní (Mentha ×dumetorum) Schult. (M. aquatica × M. longifolia)
- máta peprná (Mentha ×piperita) L. (M. aquatica × M. spicata)
- máta přeslenitá (Mentha ×verticillata) L. (M. aquatica × M. arvensis)[3][6]

Mimo výše uvedených druhů rostoucích v přírodě ČR jsou podle posledních výzkumů v dalších zemích dále rozeznány tyto druhy:
- Mentha alaica Boriss.
- Mentha australis R. Br.
- Mentha canadensis L.
- Mentha cervina L.
- Mentha cunninghamii (Benth.) Benth.
- Mentha dahurica Fisch. ex Benth.
- Mentha darvasica Boriss.
- Mentha diemenica Spreng.
- Mentha gattefossei Maire
- Mentha grandiflora Benth.
- Mentha japonica (Miq.) Makino
- Mentha laxiflora Benth.
- Mentha micrantha (Fisch. ex Benth.) Heinr. Braun
- Mentha pamiroalaica Boriss.
- Mentha requienii Benth.
- Mentha royleana Wall. ex Benth.
- Mentha saturejoides R. Br.[7]